# Châtelus (Allier)
Châtelus ist eine französische Gemeinde mit 114 Einwohnern (Stand: 1. Januar 2022) im Département Allier in der Region Auvergne-Rhône-Alpes (bis 2015 Auvergne). Sie gehört zum Arrondissement Vichy und zum Kanton Lapalisse.

## Geographie
Die Gemeinde Châtelus liegt in den Monts de la Madeleine als nördlichstem Ausläufer des Zentralmassivs, etwa 25 Kilometer ostnordöstlich von Vichy. Nachbargemeinden von Châtelus sind Droiturier im Norden, Saint-Martin-d’Estréaux im Osten, Arfeuilles im Süden sowie Le Breuil im Westen. Durch den Norden der Gemeinde Châtelus führt die hier autobahnartig ausgebaute RN 7.

## Bevölkerungsentwicklung
| Jahr                       | 1962 | 1968 | 1975 | 1982 | 1990 | 1999 | 2006 | 2012 | 2022 |
| Einwohner                  | 189  | 183  | 194  | 169  | 140  | 132  | 134  | 123  | 114  |
| Quellen: Cassini und INSEE |      |      |      |      |      |      |      |      |      |

## Sehenswürdigkeiten

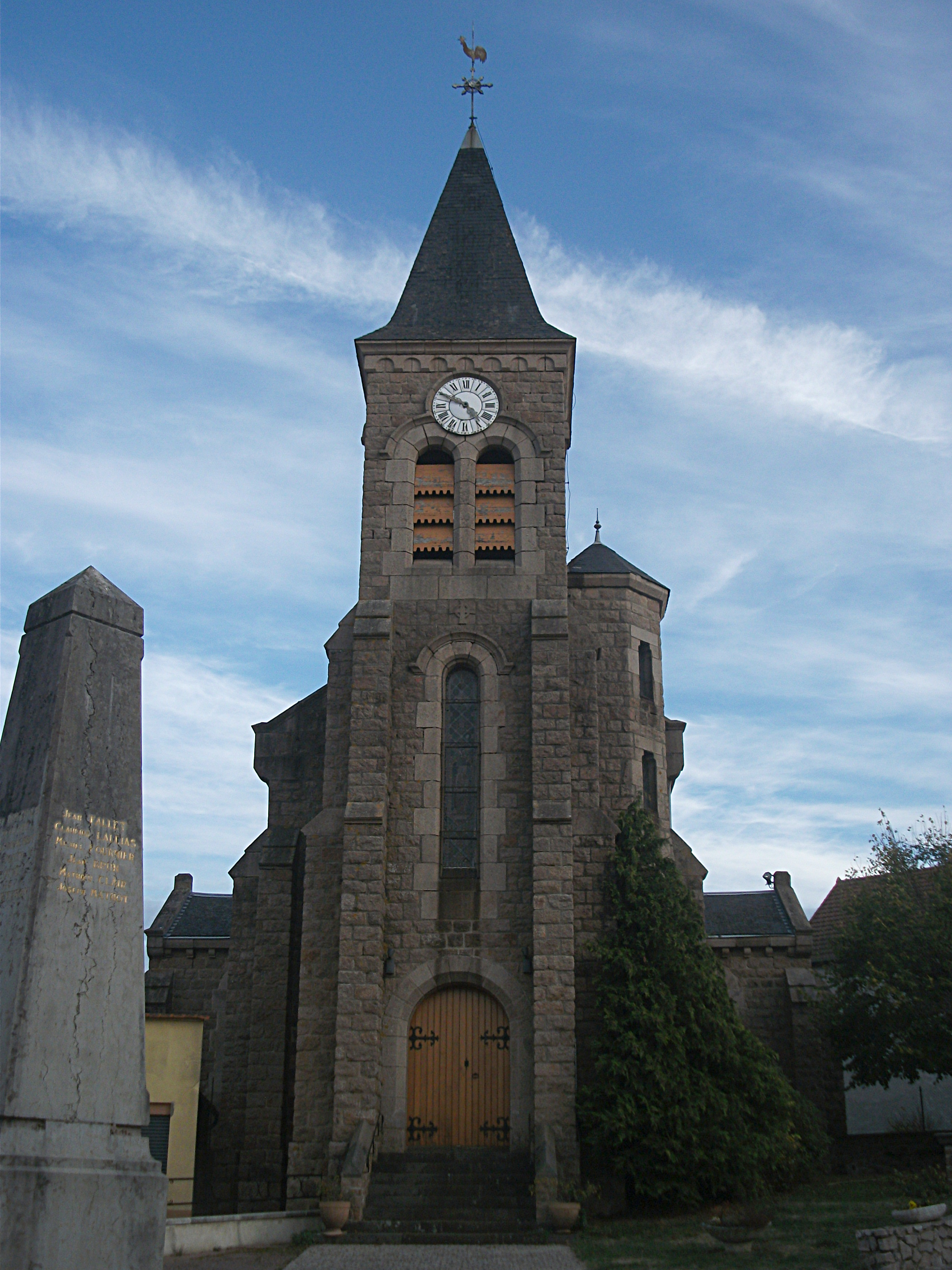
Kirche Saint-Cyr
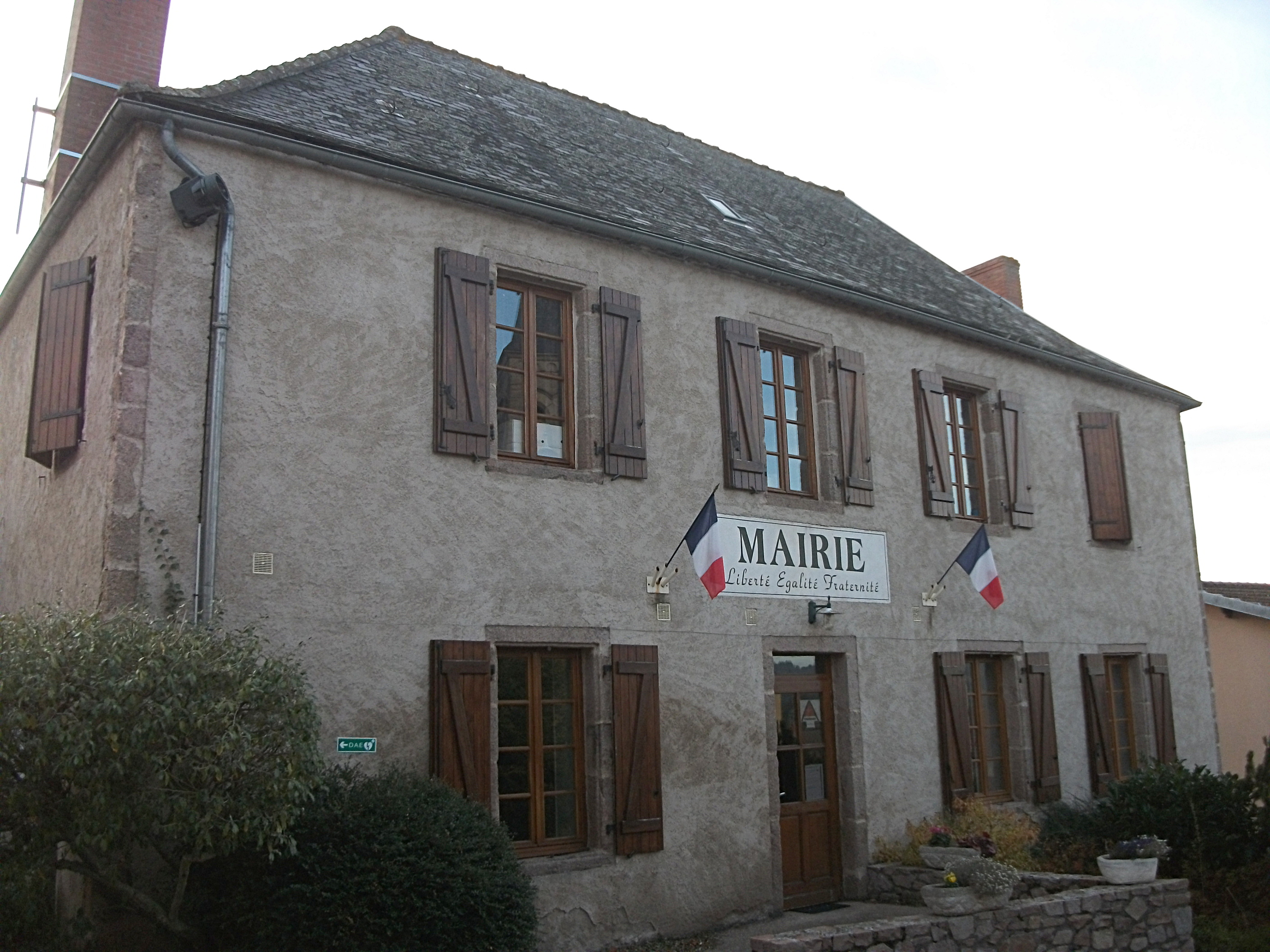
Schulmuseum

- Kirche Saint-Cyr
- Mairie Châtelus